# Antirhea atropurpurea
Antirhea atropurpurea är en måreväxtart som först beskrevs av William Grant Craib, och fick sitt nu gällande namn av Shu Miaw Chaw. Antirhea atropurpurea ingår i släktet Antirhea och familjen måreväxter. Inga underarter finns listade i Catalogue of Life.